# Muhammad Tahir
Muhammad Sharif Tahir (ur. 12 czerwca 2002) – pakistański zapaśnik walczący w stylu wolnym.
Srebrny medalista igrzysk wspólnoty narodów w 2022 roku. Zajął dwunaste miejsce na mistrzostwach Azji w 2024.